# Comuna Zaharivka, Svitlovodsk
Zaharivka (în ucraineană Захарівка) este o comună în raionul Svitlovodsk, regiunea Kirovohrad, Ucraina, formată din satele Audîtorivka, Serebreane și Zaharivka (reședința).

## Demografie
Componența lingvistică a comunei Zaharivka
     Ucraineană (93,59%)
     Rusă (5,07%)
     Alte limbi (1,24%)
Conform recensământului din 2001, majoritatea populației comunei Zaharivka era vorbitoare de ucraineană (93,59%), existând în minoritate și vorbitori de rusă (5,07%).